# Biskupice (Chrudimi járás)
Biskupice település Csehországban, a Chrudimi járásban. Biskupice Kněžice, Ronov nad Doubravou és Žleby településekkel határos. Lakosainak száma 75 fő (2024. január 1.).

## Népesség
A település lakosságának változását az alábbi diagram mutatja:
| Lakosok száma | 201  | 231  | 241  | 167  | 76   | 52   | 70   | 80   | 82   | 75   |
|               | 1869 | 1890 | 1921 | 1950 | 1980 | 2001 | 2017 | 2019 | 2022 | 2024 |